# بطولة القتال الأسترالية في 2015
كان عام 2015 هو العام السادس في تاريخ بطولة القتال الأسترالية، وهي عبارة عن منظمة لفنون القتال المختلطة مقره أستراليا. في عام 2015، عقدت المنظمة 3 أحداث.